# Cryptolabis bidenticulata
Cryptolabis bidenticulata là một loài ruồi trong họ Limoniidae. Chúng phân bố ở miền Tân bắc.